# Vignoble de Palatinat
Le vignoble du Palatinat est situé au sein de la région du même nom dans le Land de Rhénanie-Palatinat. L'appellation d'origine « Pfalz » permet de produire des vins de qualité et des vins prédicats, appelés Pfalzweine.
Après la Hesse-Rhénane (environ 257 km2), le Palatinat est la deuxième plus grande région viticole d'Allemagne avec 228 km2 de surface cultivée. Environ 3 600 exploitations viticoles, dont moins de la moitié à titre principal, cultivent ici plus de 100 millions de ceps et produisent chaque année environ 2,5 millions d'hectolitres de vin. Le rapport entre les surfaces cultivées en cépages blancs et rouges est d'environ 60:40, la culture des cépages rouges ayant de nouveau légèrement diminué après avoir augmenté au cours des dernières décennies. Le cépage principal est le riesling, mais d'autres, comme le müller-thurgau, le portugais bleu, le pinot blanc, etc. sont aussi cultivés dans la région,. Des espèces adaptées aux températures plus chaudes, comme le cabernet sauvignon, sont introduites en raison du réchauffement climatique.
Le vignoble est caractérisé par son ensoleillement et sa faible humidité, par rapport aux autres régions viticoles allemandes. 